# 大坑罟
大坑罟，是台灣宜蘭縣頭城鎮的一個傳統地域名稱。位於該鎮西南半部的東部。相較於今日行政區，其範圍大致為大坑里不含北部烏石港區及南部竹安溪口附近地區。

## 歷史
台灣清治末期，大坑罟地區為一街庄，稱為「大坑罟庄」，隸屬於頭圍堡。該庄東臨太平洋，南與三抱竹庄為鄰，西南邊為新興庄，西邊為頭圍街、拔雅林庄，北邊為港澳庄。
1901年（日治明治三十四年）11月，廢縣廳改設二十廳，該庄隸屬於宜蘭廳，編入第五區。1905年（明治三十八年）7月，第五區改名「頭圍區」。1909年（明治四十二年）10月，合併二十廳為十二廳，該庄仍隸屬於宜蘭廳。1920年（大正九年），廢十二廳改設五州二廳，該庄改制為「大坑罟」大字，隸屬於臺北州宜蘭郡頭圍庄。
戰後頭圍庄改制為頭圍鄉，隸屬於臺北縣，大字亦改制為村。1946年9月，頭圍鄉更名為頭城鄉。1948年再改制為頭城鎮，村改制為里。1950年10月，臺北、基隆、宜蘭分治，頭城鎮改隸屬於宜蘭縣。

## 聚落

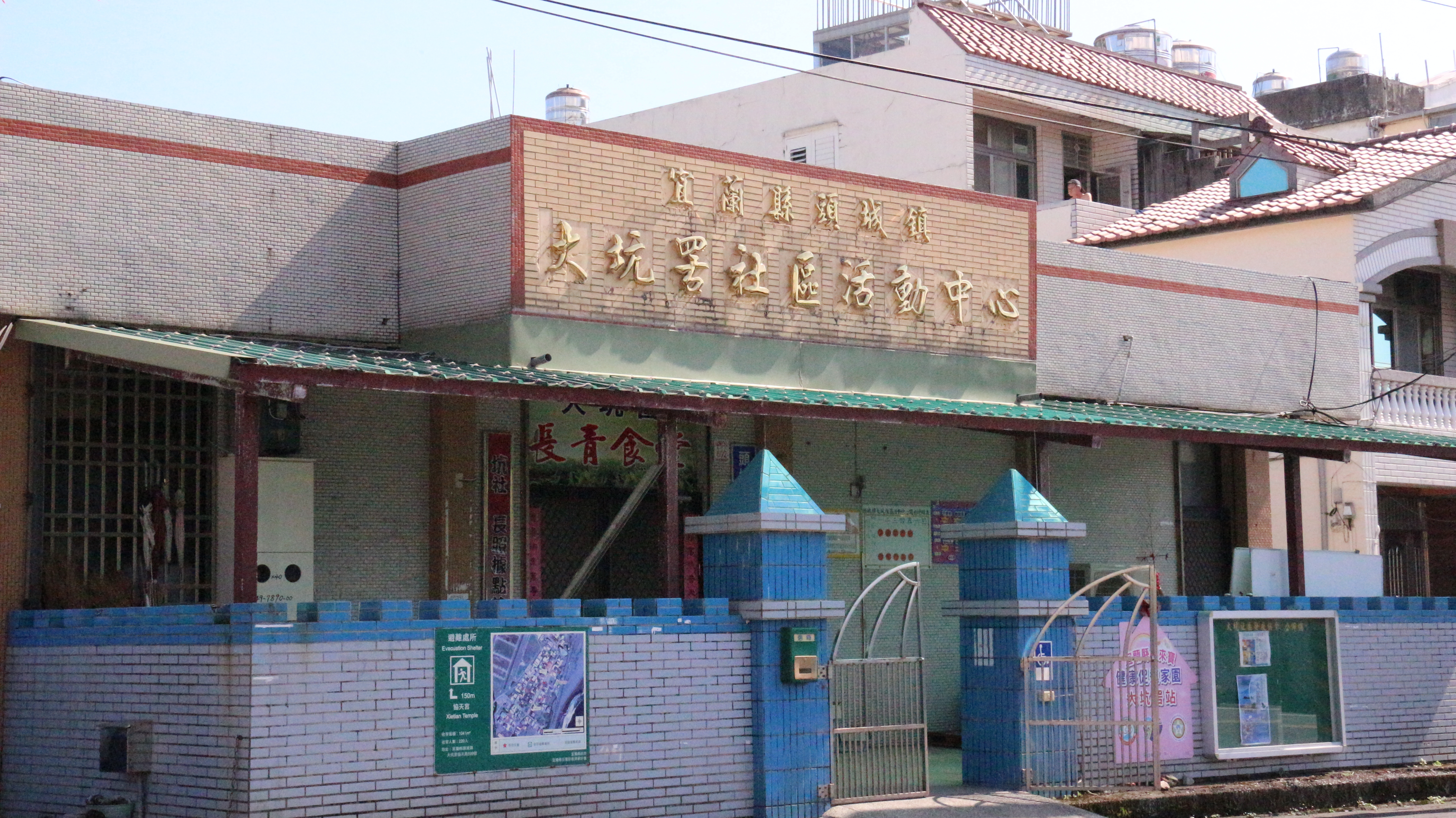
大坑罟社區活動中心

本地區發展較早的聚落為大坑罟，在日治期初期的官方地圖上已有記載。

## 交通
省道台2線（青雲路三段）是台灣濱海公路系統之一，其中基隆至蘇澳路段又稱為「北部濱海公路」，大致以東北—西南走向經過本地區西南部邊界地帶。由該道路此往東北轉西可前往貢寮、瑞芳、基隆等地，往西南可前往壯圍、五結、蘇澳等地。